# Église de la Mensa Christi
L'église de la Mensa Christi est une église catholique située à Nazareth en Terre sainte (aujourd'hui partie nord de l'État d'Israël).

## Histoire
Les trente premières années de la vie du Christ font partie de sa Vie cachée, sauf les événements d'Enfance racontés jusqu'au recouvrement au Temple. Aussi les Chrétiens ont-ils toujours cherché au cours des siècles les lieux traditionnellement connus de son existence, silencieuse, transmis par les générations.
La Mensa Christi, ou Table du Christ contient un morceau de calcaire qui d'après la Tradition aurait été un roc sur lequel le Christ s'est assis pour dîner une dernière fois avec ses disciples, après l'épisode d'Emmaüs.
Les franciscains, gardiens des Lieux Saints par leur Custodie de Terre Sainte, ont donc eut la permission par les autorités ottomanes de construite ici une chapelle au XVIIIe siècle. Celle-ci est reconstruite au milieu du XIXe siècle et achevée en 1861. Elle se trouve dans la vieille ville de Nazareth, lieu de l'enfance du Christ, au nord du couvent des Sœurs de Saint-Charles-Borromée et près de l'église maronite de l'Annonciation. Le gouvernement israélien a rénové cette chapelle pour la commémoration du deuxième millénaire de la naissance du Christ, en particulier les fresques et le dôme.
Aujourd'hui l'on ne peut y accéder qu'à pied, en traversant le chemin derrière le couvent des carmélites. L'église, fermée la plupart du temps, peut être visitée sur demande.

## Illustrations

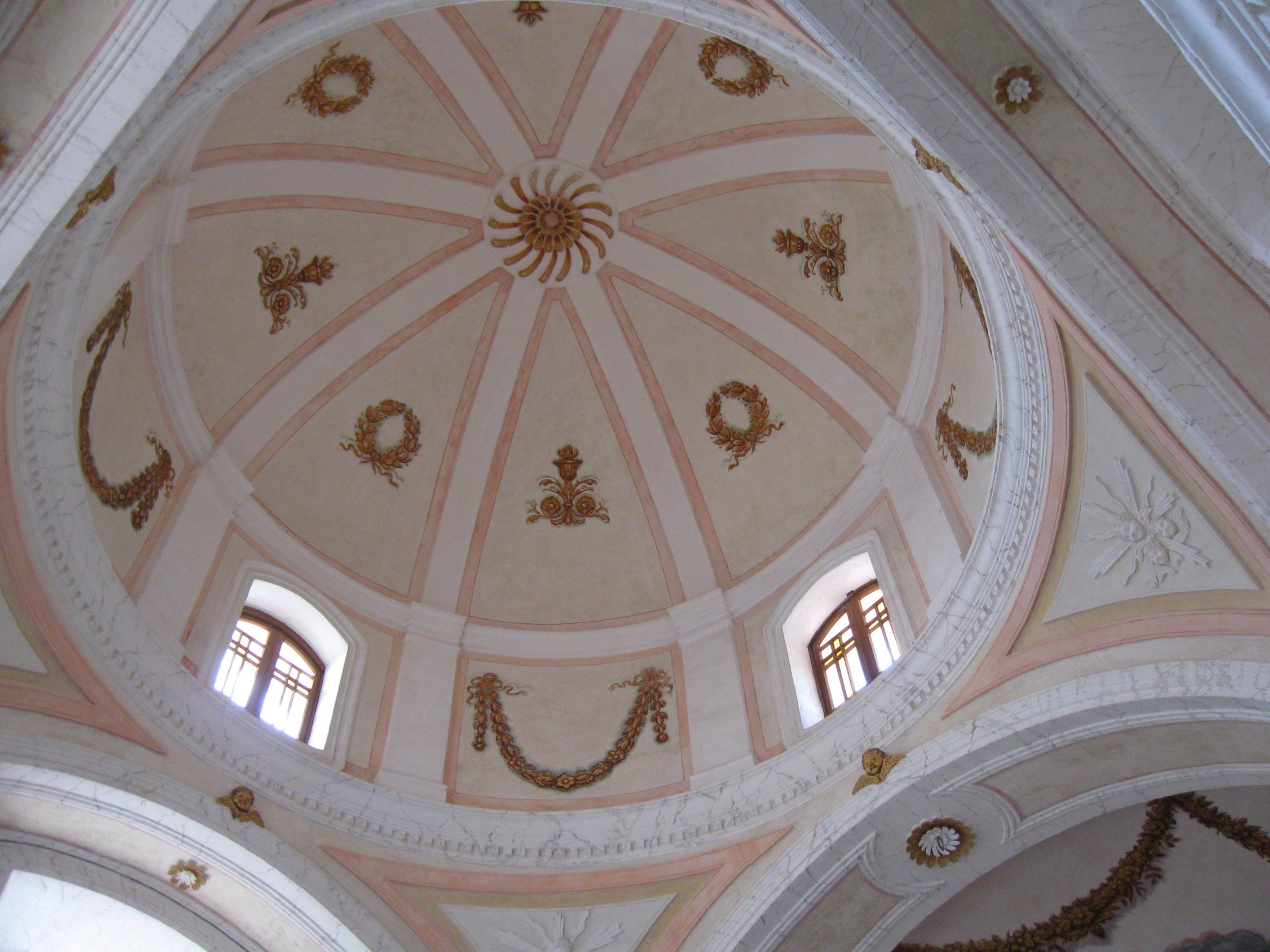
Vue de la coupole récemment restaurée
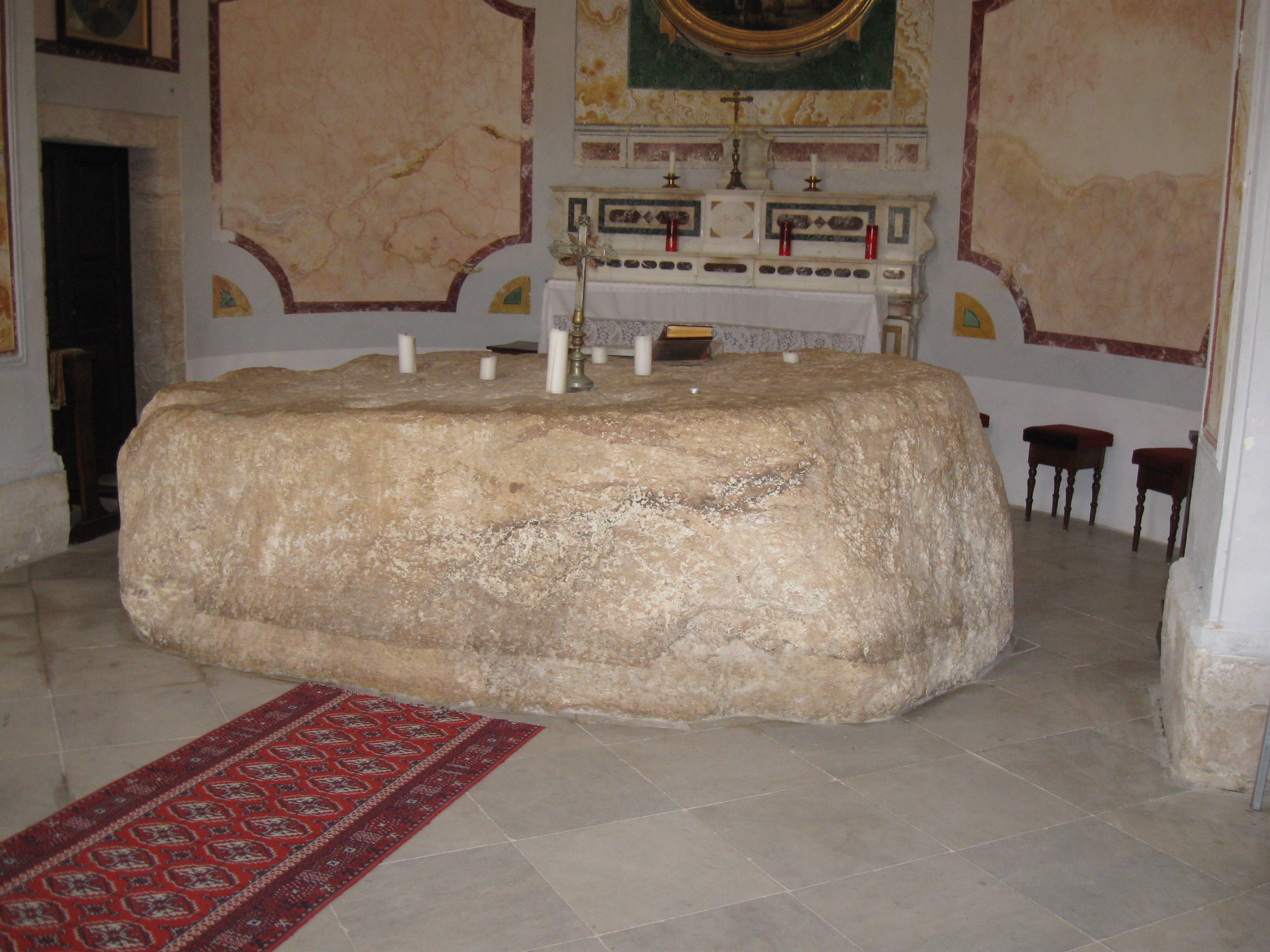
La Mensa Christi devant l'autel
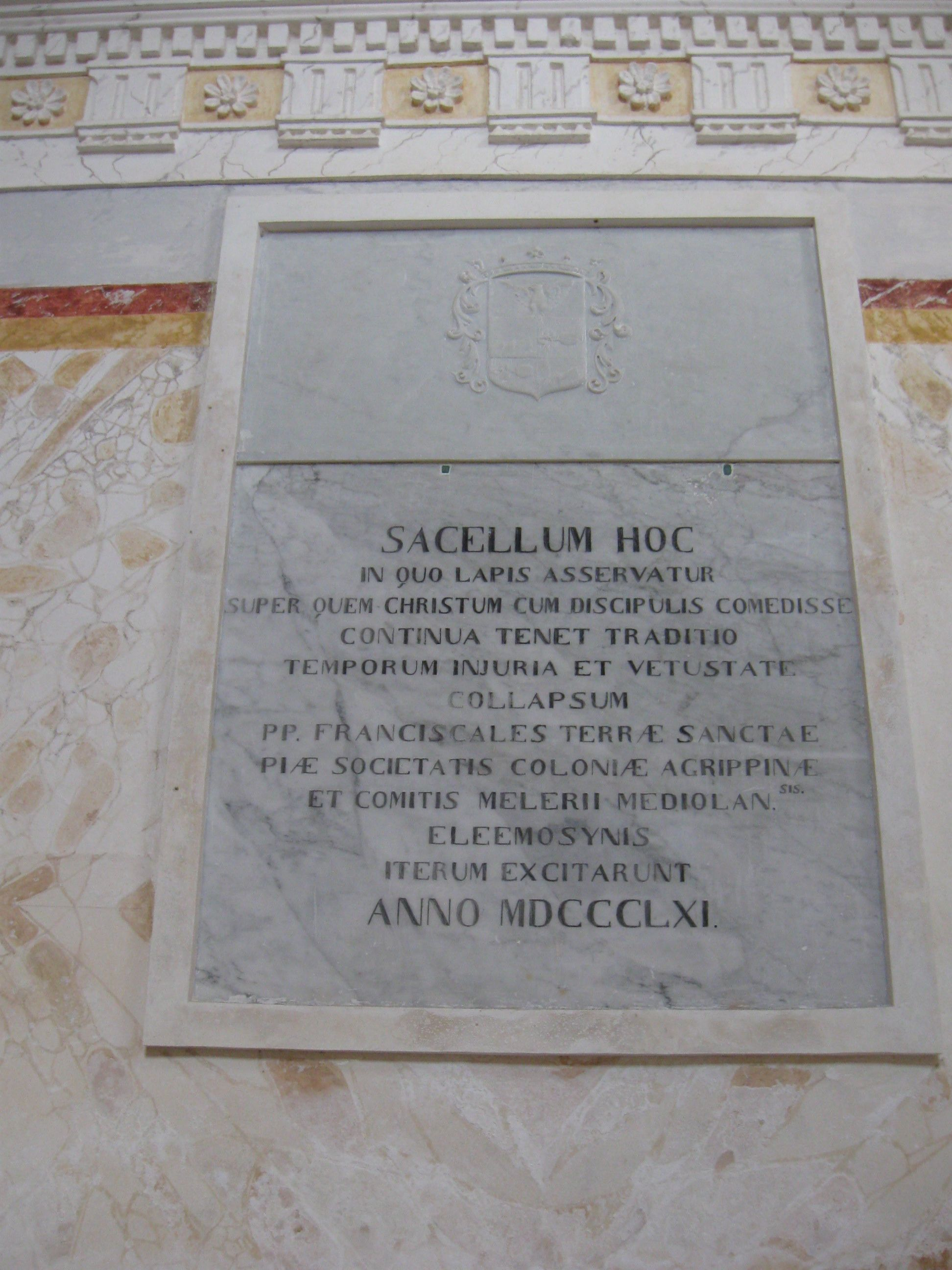
Plaque rappelant l'histoire de l'église